# Reserva natural dirigida de las Saladas de Chiprana
La reserva natural dirigida de las Saladas de Chiprana es una reserva natural de Aragón (España), en la provincia de Zaragoza, comarca del Bajo Aragón-Caspe, concretamente dentro del término municipal de Chiprana. Tiene una superficie de 155 ha, con una zona periférica de protección de 361 ha.
Fue creada el 30 de noviembre de 2006, por la ley 10/2006 del Gobierno de Aragón, bajo el nombre de Reserva Natural Dirigida de las Saladas de Chiprana. Es también LIC.
Se trata de un complejo endorreico formado por 6 lagunas: la Salada Grande de Chiprana, la Salada de Roces, el Prado del Farol y otras tres más pequeñas. La Salada Grande es la única de estas características y de gran profundidad en Europa, ya que la altitud máxima del nivel del agua llega a 5,6 m en mayo. Sus aguas son salinas y trasparentes, lo que permite, al entrar la luz del sol, la fotosíntesis de las especies vegetales que viven allí.

## Geología
El entorno está formado por materiales terciarios y cuaternarios de origen continental. Destacan las formaciones paleocanales que rodean y cruzan la laguna, antiguos cauces de ríos fosilizados. El agua ha erosionado los materiales más blandos como las margas y arcillas que rodeaban estos cauces de arenisca.

## Fauna
Las condiciones de vida para la fauna en este entorno son bastante difíciles, por eso no se hallan peces, anfibios ni reptiles. Destaca la presencia de un pequeño invertebrado: la Artemia salina, que hace que en algunas épocas las aguas se tiñan de un color rojizo.

La presencia de aves acuáticas es abundante, encontrándose especies como el tarro blanco, el chorlos, la andarrio chico, el correlimos chico, el aguilucho lagunero, la garza real europea, la garza imperial, el alcaraván, el ánade real, el zampullín común, el pato colorado, la cerceta común, la gaviota patiamarilla y la gaviota reidora.

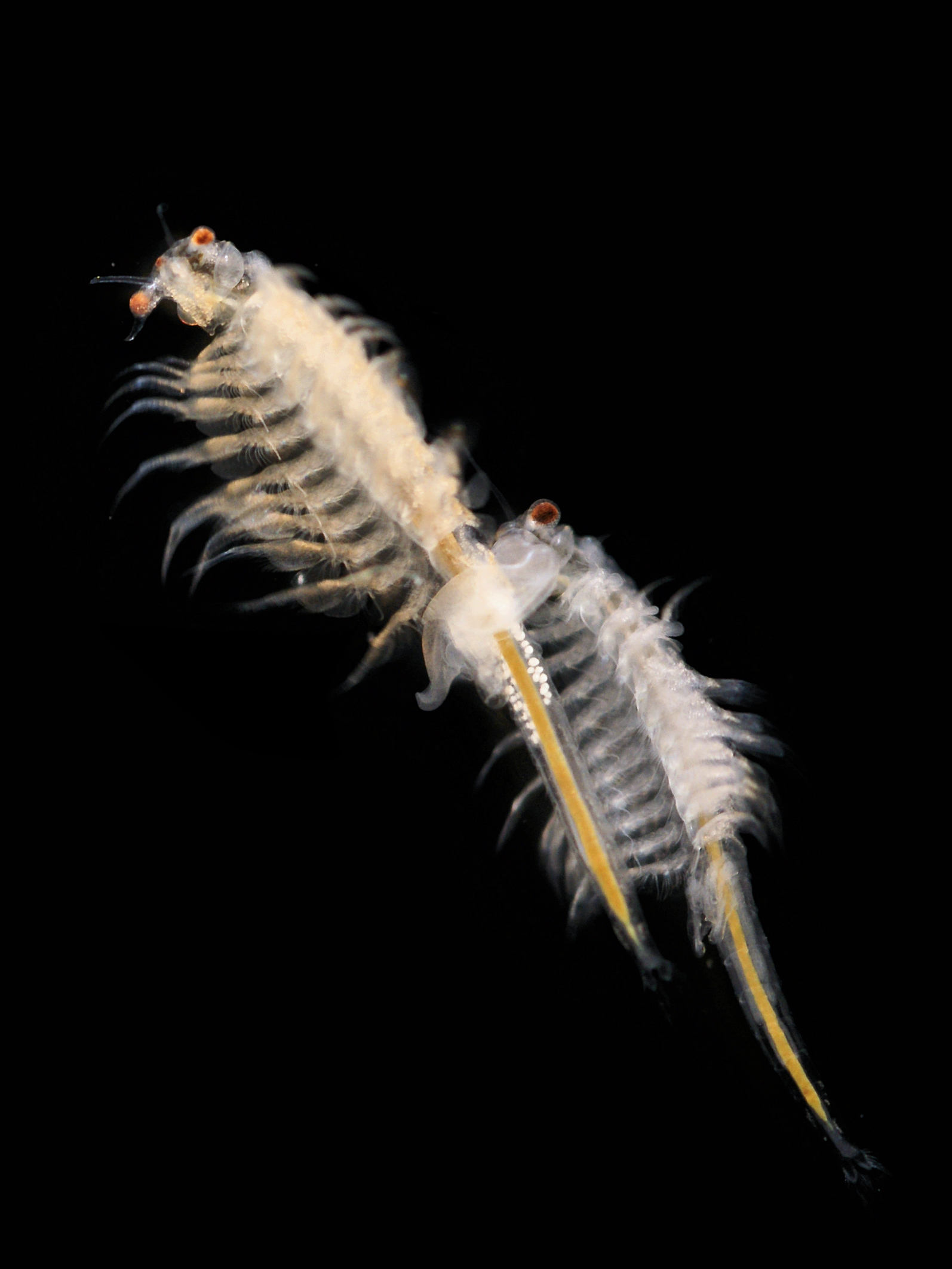
Artemia salina.

## Flora
La flora que hay en este espacio natural está adaptada a las grandes cantidades de sal del agua. Así pues, se hallan plantas halófilas, que aceptan bien las grandes concentraciones salinas como la Salicornia sp., la Salsola sp. o la Ruppia maritima que solo se puede encontrar aquí en todo el continente europeo. Hay formaciones de tamariscos (que a diferencia de otros tamariscos del valle del Ebro es de la especie Tamarix boveana y no Tamarix gallica).
Una poco más lejos de la laguna se encuentran especies como el espantalobos o el salado borde y el escobón. En zonas de menor salinidad también hay carrizales. La última zona de vegetación se compone de arbustos bajos mediterráneos como tomillo, romero y aliaga, para dar ya paso a zonas de cultivo de olivos y regadíos.

## Otras figuras de protección

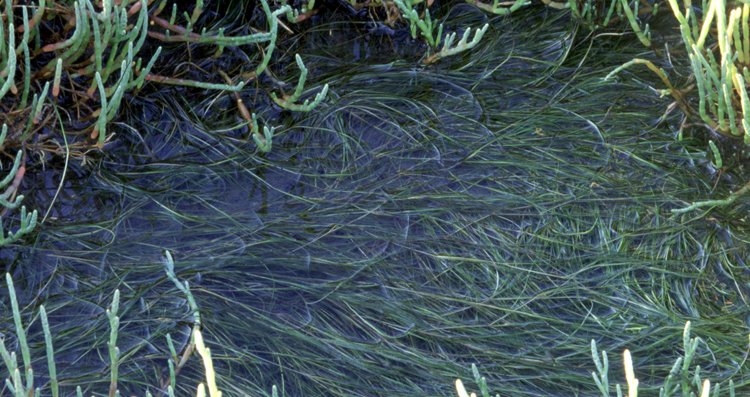
En Europa, la Ruppia maritima solo se puede encontrar en Chiprana.

La reserva natural cuenta además con otras figuras de protección:
- LIC Complejo Lagunar de la Salada de Chiprana
- Humedal de Importancia Internacional (Convenio de Ramsar)